# Prosper Mérimée
Prosper Mérimée (28. září 1803 Paříž – 23. září 1870 Cannes) byl francouzský spisovatel.

## Život
Mérimée pocházel z rodiny duchovně orientovaných a velmi anglofilních rodičů. Po absolvování Lycée Napoléon a následném studiu práv, začal ihned působit jako autor. Svou dráhu spisovatele začal překladem údajně starobylých keltských básní Poems of Ossian, v tehdejší době velmi čtenářsky populárního, které v roce 1770 údajně sesbíral a přeložil do angličtiny James Macpherson – ač, jak později vyšlo najevo, šlo o Macphersonovy podvrhy, měly tyto básně velký vliv na evropský preromantismus a romantismus.
Brzy získal přístup i do pařížských uměleckých a literárních klubů. Tak poznal v roce 1822 např. Stendhala, se kterým se spřátelil, a následně také většinu romantiků včetně Victora Huga, kterému aplaudoval při památné „Bitvě o Hernaniho“ v roce 1830. V letech 1825–1826 procestoval Anglii a v roce 1830 Španělsko. Při své španělské cestě poznal pozdější manželku císaře Napoleona III. a právě tato známost mu přinesla prospěch v jeho pozdější politické kariéře.
Jeho prvním publikovaným dílem byla v roce 1825 Théâtre de Clara Gazul sbírka her, které byly vydány pod mystifikujícím pseudonymem fiktivní španělské herečky Clary Gazulové a ve kterých v souladu s novou romantickou estetikou byla ignorována pravidla klasických tří jednot. V roce 1827 vyšla La Guzla, ou Choix de poésies illyriques, recueillis dans la Dalmatie, la Croatie et l'Herzégovine, další literární mystifikace, stylizovaná jako překlady ilyrských lidových písní, se kterou se Merimée připojil k tehdy módnímu trendu, který iniciovali v letech 1806–1808 dílem Des knaben Wunderhorn Clemens Brentano a Achim von Arnim. V roce 1828 se pokusil znovu stát se dramatikem a vydal hry La Jacquerie, scènes féodales a La Famille Carvajal, drame, které zůstaly neuvedeny.
V důsledku tohoto neúspěchu se již divadelní tvorbě dále nevěnoval a zůstal jenom spisovatelem. Začal se středním úspěchem historickým románem 1572:Chronique du règne de Charles IX (1829), pojednávajícím o Bartolomějské noci.

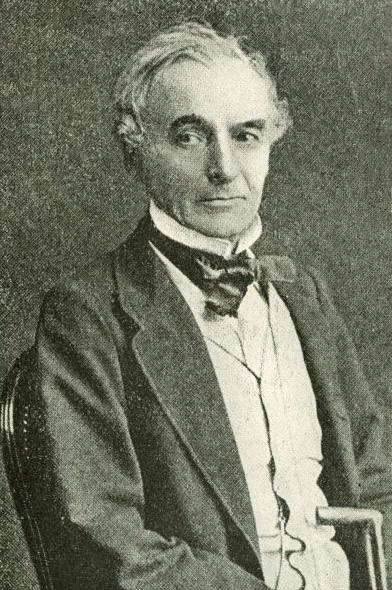
Prosper Mérimée

Trvalou slávu mu zajistilo až napsání více než 25 novel, které vydával zprvu v rychlém sledu v letech 1829–1830 a v jejichž tvorbě postupně pokračoval až do roku 1847. Mezi nejznámější díla patří: Mateo Falcone, Tamango (obě 1829), Le Vase étrusque (1830), La Vénus d'Ille (1837), Colomba (1841) a samozřejmě Carmen (1847), která posloužila v roce 1874 Georgesi Bizetovi jako předloha k jeho slavné opeře.
Po červencové revoluci v roce 1830 se Mérimée začal věnovat politické kariéře. Aktivně se připojil k novému režimu „občanského krále“ Ludvíka Filipa a v roce 1834, po jmenování rytířem Čestné legie, mu byl svěřen úřad inspektora historických památek Francie („Inspecteur des monuments historiques de France“). Díky této své funkci, ve které nacházel stále více uspokojení, se začal vydávat na mnohé cesty, a to i do zahraničí. Mohl tak získávat i obsahovou látku pro své cestopisy, který byly v tehdejší době oblíbeny jak mezi publikem, tak i vydavateli, jako např. Notes d'un voyage dans le midi de la France (1835) nebo Notes d'un voyage en Corse (1840). V rámci vedení úřadu Commission des Monuments historiques ustanovil skupinu pěti fotografů nazývaných Mission héliographique ve složení Gustave Le Gray, Auguste Mestral, Édouard Baldus, Hippolyte Bayard a Henri Le Secq. Úkolem mise byla fotografická dokumentace architektonických památek ve Francii, především významné historické a kulturní pamětihodnosti podléhající ochraně a zahrnuté mezi monument historique.
V roce 1844 byl nejtěsnější většinou zvolen členem Académie française. Únorovou revoluci v roce 1848 přestál ve svém úřadě bez úhony. Po jmenování Charles-Louis-Napoléon Bonaparta doživotním prezidentem (v prosinci 1851) těžil ze své dřívější známosti s jeho španělskou manželkou Evženií. Tak byl v roce 1852 jmenován důstojníkem Čestné legie a v roce 1853, poté co se na konci roku 1852 Charles-Louis-Napoléon Bonapart nechal jmenovat císařem Napoleonem III., se stal členem horní komory parlamentu (senátu). Začal také pobývat na císařském dvoře, což přineslo nejen zlobu mnohých jeho literárních kolegů, ale i vneslo nepřátelství mezi něj a jeho staré přátele z dob romantismu, zvláště Victora Huga, který se mezitím stal opozičním republikánem.

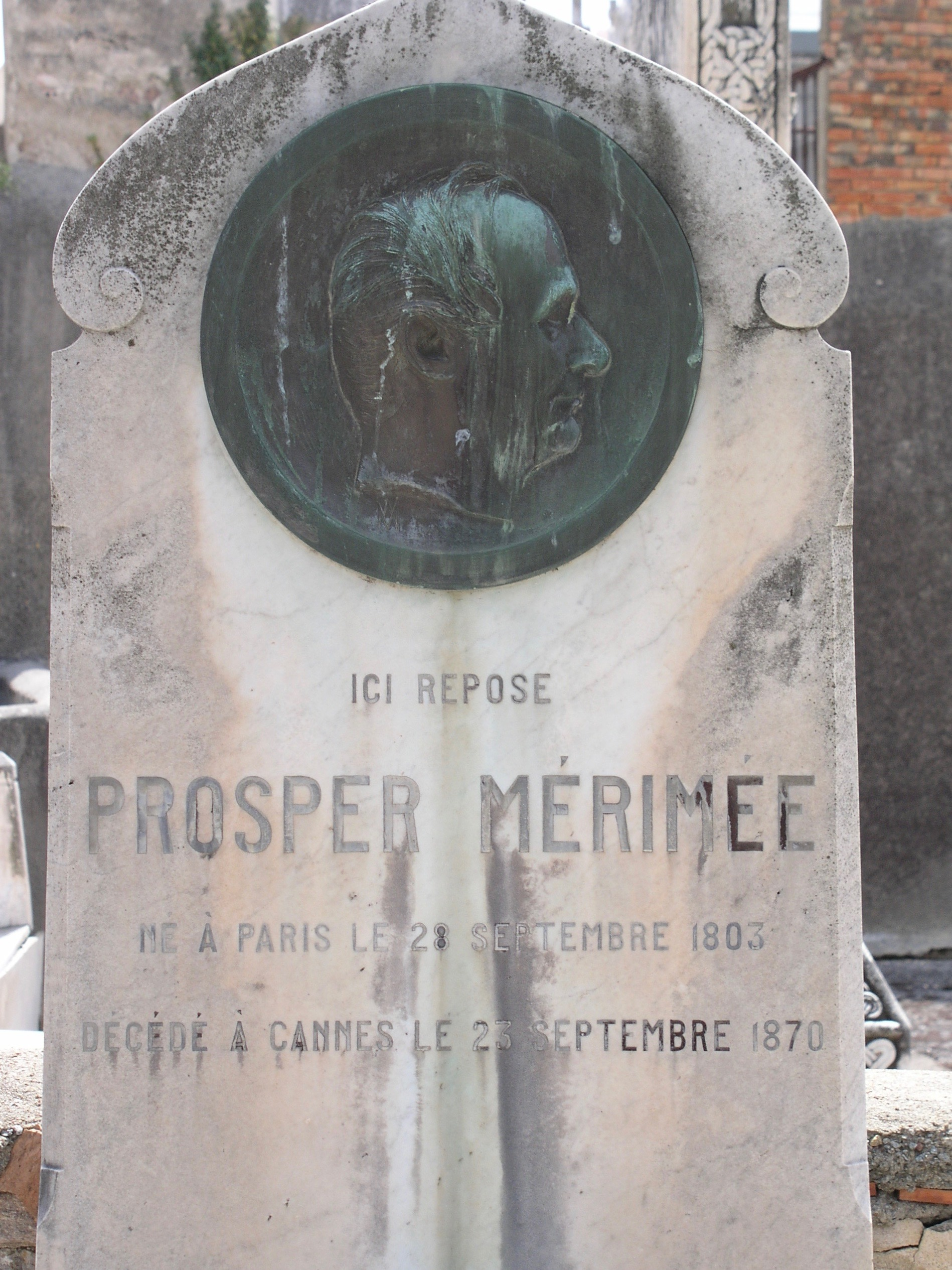
Jeho hrob na hřbitově Le Grand Jas v Cannes.

V roce 1860 kvůli onemocnění astmatem, které u něj vypuklo v roce 1856, opustil Mérimée po dvaceti šesti letech úřad inspektora historických památek Francie. V roce 1863 nereflektoval na nabídku stát se ministrem vzdělání. V posledních letech svého života se stal propagátorem tehdejší ruské literatury ve Francii. Již předtím v roce 1849 přebásnil část Puškinovy tvorby. Později se stal, ve spolupráci s autory samotnými, překladatelem Puškinových i Turgeněvových děl.
Sesazení Napoleona III., které proběhlo 4. září 1870, přežil Mérimée jen o několik týdnů. Svůj poslední odpočinek nalezl na hřbitově Grand Jas v Cannes.

## Dílo (výběr)
- Cromwell (1822)
- Le Théâtre de Clara Gazul (1825)
- La Guzla (1827)
- La Jacquerie (1828)
- 1572:Chronique du règne de Charles IX (1829)
- Mateo Falcone (1829)
- Mosaïque (1833)
- La Vénus d'Ille (1837)
- Nôtre d'un voyage en Corse (1840)
- Colomba (1840). Dostupné online.
- Carmen (1847). Dostupné online.
- Lokis (1869)
  - hra Český rozhlas (2002) – zdramatizovala Martina Drijverová, přeložil Václav Cibula. Hrají: František Němec (prof. Wittenbach), Miroslav Šimůnek (syn Theodor), Bronislav Poloczek (lékař), Boris Rösner (hrabě), Jaroslava Adamová (paní hraběnka), Radoslav Brzobohatý (ruský generál), Klára Sedláčková (neteř Julka, nevěsta), Viola Zinková (čarodějka), Valérie Zawadská, režie: Karel Weinlich.
- La Chambre bleue (1872)
- Lettres à une inconnue (1874)